# Arina Zhivotkova
Arina Zhivotkova –en ruso, Арина Животкова– es una deportista rusa que compite en taekwondo. Ganó una medalla de plata en el Campeonato Europeo de Taekwondo de 2018, en la categoría de –73 kg.

## Palmarés internacional
| Campeonato Europeo | Campeonato Europeo | Campeonato Europeo | Campeonato Europeo |
| Año                | Lugar              | Medalla            | Categoría          |
| ------------------ | ------------------ | ------------------ | ------------------ |
| 2018               | Kazán (Rusia)      | Medalla de plata   | –73 kg             |